# Henk Krol
Henricus Cornelis Maria (Henk) Krol (ur. 1 kwietnia 1950 w Tilburgu) – holenderski dziennikarz i polityk, poseł do Tweede Kamer, były lider partii 50PLUS.

## Życiorys
Studiował psychologię na Vrije Universiteit Amsterdam. Współpracował ze stacjami radiowymi i telewizyjnymi, będąc m.in. redaktorem i prezenterem.
Jest jawnym gejem. Założył i od 1979 do 2012 był redaktorem naczelnym czasopisma dla gejów „Gay Krant”. Od 1977 działał w Partii Ludowej na rzecz Wolności i Demokracji. W latach 1978–1985 pracował w jej frakcji w niższej izbie Stanów Generalnych. Później do 1988 odpowiadał za PR w jednym z przedsiębiorstw, następnie został dyrektorem wydawnictwa BPG.
W 2011 objął mandat radnego prowincji Brabancja Północna. W wyborach w 2012 wystartował jako lider listy wyborczej (lijsttrekker) reprezentującej interesy emerytów partii 50PLUS, uzyskując wybór do Tweede Kamer. W 2013 odszedł z parlamentu. Nastąpiło to po opublikowaniu przez „de Volkskrant” artykułu, w którym ujawniono, iż Henk Krol w czasie kierowania redakcją „Gay Krant” w latach 2004–2007 i w 2009 nie odprowadzał składek emerytalnych za pracowników. W 2014 został radnym Eindhoven, zaś jeszcze w tym samym roku powrócił do wykonywania mandatu poselskiego w Tweede Kamer. Utrzymał go również na skutek wyborów w 2017. W 2020 opuścił swoje ugrupowanie, współtworzył nową partię pod nazwą Partij voor de Toekomst. W 2023 związał się natomiast z formacją BVNL.

## Odznaczenia
Kawaler Orderu Oranje-Nassau.